# Gare de Merville
Gare de Merville vasútállomás Franciaországban, Merville településen.

## Vasútvonalak
Az állomást az alábbi vasútvonalak érintik:

## Kapcsolódó állomások
A vasútállomáshoz az alábbi állomások vannak a legközelebb: